# Alain Ehrenberg

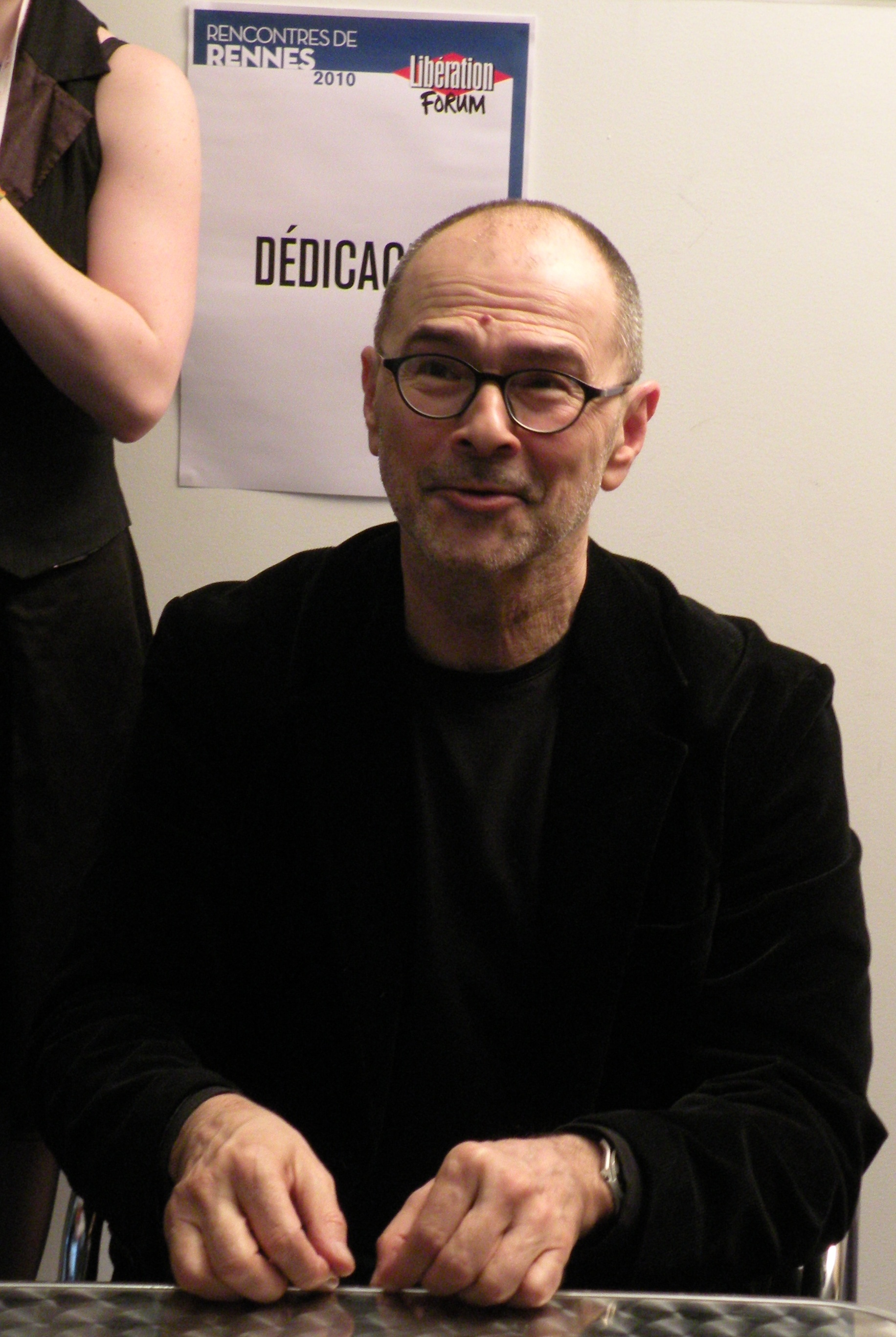
Der französische Soziologe Alain Ehrenberg während Forum Libération 2010 in Rennes.

Alain Ehrenberg (* 1950 in Paris) ist ein französischer Soziologe.

## Leben und Wirken
Alain Ehrenberg arbeitet als Soziologe am Centre Edgar-Morin der École des hautes études en sciences sociales (EHESS) in Paris. Er ist Co-Direktor der Forschungsgruppe « Psychotropes, politique, société » am Centre national de la recherche scientifique (CNRS) und Direktor am « Centre de recherche Psychotropes, Santé mentale, Société (Cesames) ».

## „Das erschöpfte Selbst“
Das Buch „Das erschöpfte Selbst“ (Originaltitel: La Fatigue d’être soi – dépression et société [die Müdigkeit, man selbst zu sein – Depression und Gesellschaft], Paris 1998; dt. 2004) ist Teil einer geplanten Trilogie über das moderne Konzept von Individualität bzw. Persönlichkeit. Ehrenberg entwirft in ihm eine umfassende soziologische Deutung der epidemischen Ausbreitung depressiver Krankheitsbilder in der Gegenwart. Diese sind für ihn – ebenso wie die Zunahme der Alkoholabhängigkeit – eine Reaktion auf die allgegenwärtige Erwartung an die einzelne Person, das Leben mündig und selbstbestimmt zu gestalten.
Ehrenberg beschreibt die Veränderungen der seit Sigmund Freud bis heute verwendeten Krankheitsmodelle und Erklärungsansätze für das, was zu einer jeweiligen Zeit mit „Depression“ benannt wurde. Er zeigt dabei auf, wie die Veränderungen der Normen in der Gesellschaft und parallel dazu die Veränderungen in den Erklärungsansätzen und in den Diagnosestellungen für die „Depression“ sowie die mediale Verbreitung der zeitgenössischen Konzeptionen von Depression zu einer heutzutage verzeichneten Zunahme dessen führt, was aktuell unter depressiven Symptomen verstanden wird (in den westlichen Ländern). Dabei ist Ehrenbergs Aussage nicht, dass es eine feste Entität „Depression“ gibt, die aufgrund der heutigen sozialen Umstände und Normveränderungen per se zugenommen hat, sondern er möchte aufzeigen, wie sich die Definitionen und Erklärungsmodelle von Depression, die Praxen der Diagnosestellung, die Behandlungsansätze und deren Akteure (Psychiater, Allgemeinmediziner) über die Jahre verändert haben und wie daraus heute eine durch Psychiater und Hausärzte konstatierte Zunahme der Depression resultiert. 
Zu der Veränderung der Normen sagt Ehrenberg, dass an die Stelle von Gehorsam und Disziplin mit der allgemeinen Ausbreitung einer „Kultur der Autonomie“ Entscheidungsfähigkeit und persönliche Initiative getreten sind, so dass das Individuum heutzutage nicht mehr an seiner Disziplin und Regelbefolgung, sondern an Tatkraft und Handlungskompetenz gemessen wird. Dieser an sich selbst gestellte Anspruch geht einher mit Erschöpfung und Identitäts- sowie Handlungsunsicherheit. Früher, so Ehrenberg, sei die Melancholie die Krankheit des „Ausnahmemenschen“ gewesen, während in heutigen Demokratien jeder angerufen sei, ein Ausnahmemensch zu sein: „Wenn die Melancholie eine Eigentümlichkeit des außergewöhnlichen Menschen war, dann ist die Depression Ausdruck einer Popularisierung des Außergewöhnlichen“.
Insofern ist Depression heutzutage sozial konzipiert als eine „Krankheit der Verantwortlichkeit“ und „die typische Pathologie des demokratischen Menschen“, während sie in früheren Jahrzehnten gänzlich anders konzipiert wurde. Ehrenberg erkennt in der aktuellen Konzeption der Depression eine paradoxe Verkehrung des Anspruches der Moderne, die Person (als „Subjekt“) aus überkommenen Bindungen und Traditionen zu befreien. Zugleich bettet er seine Analyse in weitreichende mentalitätsgeschichtliche („Verantwortung statt Schuld“) und politische Zusammenhänge ein, weshalb sein Buch auch als eine Kritik an der neoliberalen Ideologie des handlungs- und entscheidungsstarken Einzelnen verstanden werden kann.

## Schriften (Auswahl)
- Zusammen mit Jean-Pierre Yahi und Patrick Zylberman: Archanges, guerriers, sportifs et petits pervers. Genèse d'un sport de compétition et destin de la violence physique. Analyse des politiques des promoteurs japonais et français du karaté, de l'implantation à l'institution, 1953-1976, Comité d'organisation des recherches appliquées sur le développement économique et social, 1977–1980.
- Le Corps militaire. Politique et pédagogie en démocratie, Aubier-Montaigne, 1983.
- Le Culte de la performance, Paris: Calmann-Lévy, 1991.
- Drogues, politique et société. Sous la dir. de Alain Ehrenberg, Paris: Le Monde Ed., 1992.
- L’Individu incertain, Paris: Calmann-Lévy, 1995.
- Vivre avec les drogues. Régulations, politiques, marchés, usages. Dir. par Alain Ehrenberg, Paris: Seuil, 1996 (Communications; 62).
- La Fatigue d’être soi – dépression et société, Paris: Odile Jacob, 1998.
  - Das erschöpfte Selbst. Depression und Gesellschaft in der Gegenwart. Aus dem Französischen von Manuela Lenzen und Martin Klaus, Frankfurt am Main: Campus Verlag, 2004 (Frankfurter Beiträge zur Soziologie und Sozialphilosophie; 6).
  - Das erschöpfte Selbst. Depression und Gesellschaft in der Gegenwart. Aus dem Französischen von Manuela Lenzen und Martin Klaus, Frankfurt am Main: Suhrkamp, 2008 (suhrkamp taschenbuch wissenschaft; 1875).
  - Das erschöpfte Selbst. Depression und Gesellschaft in der Gegenwart. Aus dem Französischen von Manuela Lenzen und Martin Klaus, Frankfurt am Main: Campus Verlag (Campus Bibliothek) 2., erweiterte Auflage 2015, ISBN 978-3-5935-0110-9.
- Alain Ehrenberg, Iring Fetscher, Felix Heidenreich, Elisabeth Krüger, Jan Müller, Angela Oster: Arbeit neu denken. Repenser le travail, Lit Verlag 2010.
- La Société du malaise, Paris: Odile Jacob, Paris.
  - Das Unbehagen in der Gesellschaft. Aus dem Französischen von Jürgen Schröder. Suhrkamp Verlag, Berlin 2011, ISBN 978-3-518-58561-0.
- La mécanique des passions. Cerveau, comportement, société, Paris: Odile Jacob, 2018
  - Die Mechanik der Leidenschaften. Gehirn, Verhalten, Gesellschaft. Suhrkamp Verlag, Berlin 2019, ISBN 978-3-518-58730-0.

## Film
- Nervosité dans la civilisation. Du culte de la performance à l’effondrement psychique, Conférence d'Alain Ehrenberg, Université de tous les savoirs,  SFRS, Vanves, 2001, 76' (DVD)